# (10122) Fröding
(10122) Fröding – planetoida należąca do zewnętrznej części pasa głównego asteroid okrążająca Słońce w ciągu 5 lat i 281 dni w średniej odległości 3,22 j.a. Została odkryta 27 stycznia 1993 roku w obserwatorium astronomicznym w  Caussols przez Erica Elsta. Nazwa planetoidy pochodzi od Gustava Frödinga (1860-1911), szwedzkiego poety. Przed nadaniem nazwy planetoida nosiła oznaczenie tymczasowe (10122) 1993 BC5.